# Segunda División de México 1972-73
La Temporada 1972-73 de la Segunda División de México fue el XXIV torneo de la historia de la segunda categoría del fútbol mexicano. El Club de Fútbol Ciudad Madero ganó el campeonato por segunda ocasión. Los orinegros se proclamaron campeones al derrotar por marcador global de 2-0 al Club Deportivo Irapuato.
Por segunda temporada consecutiva se continuó con el formato de liguilla para determinar al campeón de la división, igualmente clasificaron los primeros dos equipos de cada grupo a la ronda de semifinales, en esta edición este logro lo consiguieron los equipos de Irapuato, Ciudad Madero, Querétaro y Tigres U.A.N.L..
Por el lado del descenso, el formato sufrió un cambio siendo los el antepenúltimo y penúltimo lugar en puntaje quienes se enfrentarían a los equipos colocados en segunda y tercera posición en la Tercera División. De esta forma los equipos de Tecnológico de Celaya y Orizaba tuvieron que decidir su futuro ante la Universidad de San Luis y Nuevo Necaxa, siendo los representantes de la tercera categoría los que lograrían ascender.

## Cambios
- Atlas ascendió a Primera División.
- Irapuato descendió desde el máximo circuito.
- Universidad Veracruzana y Ciudad Victoria fueron relegados a Tercera División.
- Orizaba, Tecnológico de Celaya, Universidad de Guadalajara y la UAEM fueron promocionados desde la categoría inferior.
- Lobos de Querétaro fue descalificado de la liga por problemas financieros.
- La Piedad y Nacional de Guadalajara solicitaron tener un año de permiso para no jugar esta temporada.
- Tepic fue renombrado como Universidad de Nayarit.

## Formato de competencia
Los dieciocho equipos se dividen en dos grupos de nueve equipos, sin embargo se siguen enfrentando entre los 18 en formato de todos contra todos a visita recíproca. Los dos primeros lugares de cada agrupación se clasifican a la liguilla por el título que inicia en unas semifinales de eliminación a visita recíproca, los ganadores de las dos series juegan la final por el título en un estadio neutral. Por su parte, el último lugar en puntaje descenderá directamente a la Tercera División, mientras que los equipos colocados en antepenúltimo y penúltimo lugar deberán jugar una promoción contra dos equipos del circuito inferior.

## Equipos participantes

### Equipos por Entidad Federativa
| Entidad Federativa | N.º | Equipos                                                          |
| ------------------ | --- | ---------------------------------------------------------------- |
| Guanajuato         | 4   | Irapuato, Salamanca, Tecnológico de Celaya y Unión de Curtidores |
| Tamaulipas         | 3   | Ciudad Madero, Tampico y Victoria                                |
| Michoacán          | 2   | Morelia y Zamora                                                 |
| Morelos            | 2   | Atlético Cuernavaca y Cuautla                                    |
| Estado de México   | 2   | Naucalpan y UAEM                                                 |
| Jalisco            | 1   | U. de Guadalajara                                                |
| Nayarit            | 1   | Universidad de Nayarit                                           |
| Nuevo León         | 1   | Tigres UANL                                                      |
| Querétaro          | 1   | Querétaro                                                        |
| Veracruz           | 1   | Orizaba                                                          |

### Información sobre los equipos participantes
| Equipo                     | Ciudad                               | Estadio                               |
| -------------------------- | ------------------------------------ | ------------------------------------- |
| Atlético Cuernavaca        | Cuernavaca, Morelos                  | Centenario                            |
| Ciudad Madero              | Ciudad Madero, Tamaulipas            | Tamaulipas                            |
| Cuautla                    | Cuautla, Morelos                     | Isidro Gil Tapia                      |
| Irapuato                   | Irapuato, Guanajuato                 | Irapuato                              |
| Morelia                    | Morelia, Michoacán                   | Venustiano Carranza                   |
| Naucalpan                  | Naucalpan, Estado de México          | Unidad Cuauhtémoc                     |
| Orizaba                    | Orizaba, Veracruz                    | Moctezuma                             |
| Querétaro                  | Santiago de Querétaro, Querétaro     | Municipal de Querétaro                |
| Salamanca                  | Salamanca, Guanajuato                | El Molinito                           |
| Tampico                    | Tampico, Tamaulipas                  | Tamaulipas                            |
| Tecnológico de Celaya      | Celaya, Guanajuato                   | Miguel Alemán Valdés                  |
| Tigres U.A.N.L.            | San Nicolás de los Garza, Nuevo León | Universitario                         |
| Unión de Curtidores        | León, Guanajuato                     | La Martinica                          |
| U.A.E.M.                   | Toluca, Estado de México             | Universitario Alberto "Chivo" Córdoba |
| Universidad de Guadalajara | Guadalajara, Jalisco                 | Tecnológico UDG                       |
| Universidad de Nayarit     | Tepic, Nayarit                       | Nicolás Álvarez Ortega                |
| Victoria                   | Ciudad Victoria, Tamaulipas          | Marte R. Gómez                        |
| Zamora                     | Zamora, Michoacán                    | Moctezuma                             |

## Grupos

### Grupo 1
| Pos. | Equipo                    | Pts. | PJ | G  | E  | P  | GF | GC | Dif. | Clasificación               |
| ---- | ------------------------- | ---- | -- | -- | -- | -- | -- | -- | ---- | --------------------------- |
| 1    | Irapuato                  | 43   | 34 | 17 | 9  | 8  | 69 | 38 | +31  | Semifinales de la liguilla  |
| 2    | Querétaro                 | 42   | 34 | 15 | 12 | 7  | 62 | 39 | +23  | Semifinales de la liguilla  |
| 3    | Atlético Morelia          | 42   | 34 | 17 | 8  | 9  | 47 | 33 | +14  |                             |
| 4    | Tampico                   | 39   | 34 | 16 | 7  | 11 | 48 | 34 | +14  |                             |
| 5    | Cuautla                   | 32   | 34 | 13 | 6  | 15 | 53 | 59 | −6   |                             |
| 6    | Salamanca                 | 31   | 34 | 10 | 11 | 13 | 53 | 61 | −8   |                             |
| 7    | Universidad de Nayarit    | 28   | 34 | 10 | 8  | 16 | 51 | 59 | −8   |                             |
| 8    | Tecnológico de Celaya (D) | 27   | 34 | 9  | 9  | 16 | 53 | 72 | −19  | Liguilla por el no descenso |
| 9    | Orizaba (D)               | 21   | 34 | 8  | 5  | 21 | 44 | 79 | −35  | Liguilla por el no descenso |

 Fuente: RSSSF

### Grupo 2
| Pos. | Equipo                     | Pts. | PJ | G  | E  | P  | GF | GC | Dif. | Clasificación              |
| ---- | -------------------------- | ---- | -- | -- | -- | -- | -- | -- | ---- | -------------------------- |
| 1    | Ciudad Madero (C)          | 44   | 34 | 18 | 8  | 8  | 50 | 34 | +16  | Semifinales de la liguilla |
| 2    | Tigres UANL                | 42   | 34 | 17 | 8  | 9  | 56 | 31 | +25  | Semifinales de la liguilla |
| 3    | Naucalpan                  | 40   | 34 | 16 | 8  | 10 | 70 | 51 | +19  |                            |
| 4    | Unión de Curtidores        | 38   | 34 | 11 | 16 | 7  | 54 | 48 | +6   |                            |
| 5    | Universidad de Guadalajara | 34   | 34 | 11 | 12 | 11 | 51 | 42 | +9   |                            |
| 6    | Zamora                     | 33   | 34 | 11 | 11 | 12 | 51 | 62 | −11  |                            |
| 7    | UAEM                       | 29   | 34 | 7  | 15 | 12 | 36 | 39 | −3   |                            |
| 8    | Ciudad Victoria            | 28   | 34 | 7  | 14 | 13 | 37 | 54 | −17  |                            |
| 9    | Atlético Cuernavaca (D)    | 19   | 34 | 7  | 5  | 22 | 38 | 88 | −50  | Descenso de categoría      |

 Fuente: RSSSF

## Tabla general
| Pos. | Equipo                     | Pts. | PJ | G  | E  | P  | GF | GC | Dif. | Clasificación               |
| ---- | -------------------------- | ---- | -- | -- | -- | -- | -- | -- | ---- | --------------------------- |
| 1    | Ciudad Madero (C)          | 44   | 34 | 18 | 8  | 8  | 50 | 34 | +16  | Semifinales de la liguilla  |
| 2    | Irapuato                   | 43   | 34 | 17 | 9  | 8  | 69 | 38 | +31  | Semifinales de la liguilla  |
| 3    | Tigres UANL                | 42   | 34 | 17 | 8  | 9  | 56 | 31 | +25  | Semifinales de la liguilla  |
| 4    | Querétaro                  | 42   | 34 | 15 | 12 | 7  | 62 | 39 | +23  | Semifinales de la liguilla  |
| 5    | Morelia                    | 42   | 34 | 17 | 8  | 9  | 47 | 33 | +14  |                             |
| 6    | Naucalpan                  | 40   | 34 | 16 | 8  | 10 | 70 | 51 | +19  |                             |
| 7    | Tampico                    | 39   | 34 | 16 | 7  | 11 | 48 | 34 | +14  |                             |
| 8    | Unión de Curtidores        | 38   | 34 | 11 | 16 | 7  | 54 | 48 | +6   |                             |
| 9    | Universidad de Guadalajara | 34   | 34 | 11 | 12 | 11 | 51 | 42 | +9   |                             |
| 10   | Zamora                     | 33   | 34 | 11 | 11 | 12 | 51 | 62 | −11  |                             |
| 11   | Cuautla                    | 32   | 34 | 13 | 6  | 15 | 53 | 59 | −6   |                             |
| 12   | Salamanca                  | 31   | 34 | 10 | 11 | 13 | 53 | 61 | −8   |                             |
| 13   | UAEM                       | 29   | 34 | 7  | 15 | 12 | 36 | 39 | −3   |                             |
| 14   | Universidad de Nayarit     | 28   | 34 | 10 | 8  | 16 | 51 | 59 | −8   |                             |
| 15   | Ciudad Victoria            | 28   | 34 | 7  | 14 | 13 | 37 | 54 | −17  |                             |
| 16   | Tecnológico de Celaya (D)  | 27   | 34 | 9  | 9  | 16 | 53 | 72 | −19  | Liguilla por el no descenso |
| 17   | Orizaba (D)                | 21   | 34 | 8  | 5  | 21 | 44 | 79 | −35  | Liguilla por el no descenso |
| 18   | Atlético Cuernavaca (D)    | 19   | 34 | 7  | 5  | 22 | 38 | 88 | −50  | Descenso de categoría       |

 Fuente: RSSSF

## Resultados
| Local \ Visitante   | ATC | CUA | IRA | MAD | MOR | NAU | ORI | QUE | SAL | TAM | TEC | UDC | UEM | UNL | UDG | UDN | VIC | ZAM |
| ------------------- | --- | --- | --- | --- | --- | --- | --- | --- | --- | --- | --- | --- | --- | --- | --- | --- | --- | --- |
| Atlético Cuernavaca | —   | 0–1 | 1–0 | 0–1 | 1–2 | 3–2 | 0–4 | 1–8 | 4–3 | 1–0 | 2–2 | 0–0 | 0–0 | 1–2 | 1–1 | 0–3 | 0–1 | 0–0 |
| Cuautla             | 5–2 | —   | 1–1 | 1–0 | 6–1 | 5–1 | 2–0 | 0–2 | 2–3 | 2–1 | 4–2 | 1–2 | 1–4 | 1–0 | 0–1 | 1–1 | 1–1 | 2–2 |
| Irapuato            | 2–1 | 5–0 | —   | 2–0 | 2–1 | 1–0 | 6–2 | 1–1 | 2–0 | 2–0 | 6–0 | 0–2 | 3–1 | 2–4 | 1–0 | 5–1 | 7–2 | 3–1 |
| Ciudad Madero       | 4–2 | 5–1 | 1–0 | —   | 0–2 | 1–0 | 3–0 | 1–1 | 2–1 | 3–2 | 4–1 | 0–0 | 0–0 | 1–0 | 1–1 | 2–1 | 0–0 | 3–1 |
| Morelia             | 5–3 | 2–0 | 0–0 | 0–1 | —   | 1–1 | 3–0 | 3–0 | 0–1 | 2–1 | 3–0 | 1–0 | 1–1 | 3–2 | 3–0 | 3–2 | 1–0 | 1–1 |
| Naucalpan           | 6–1 | 4–3 | 1–1 | 2–1 | 2–0 | —   | 3–1 | 1–0 | 4–1 | 2–0 | 5–3 | 2–2 | 4–2 | 0–1 | 3–0 | 3–2 | 2–1 | 2–1 |
| Orizaba             | 1–2 | 3–3 | 2–0 | 1–2 | 0–1 | 1–2 | —   | 1–2 | 3–3 | 0–1 | 2–1 | 3–2 | 1–0 | 0–1 | 2–1 | 1–6 | 2–1 | 2–2 |
| Querétaro           | 3–0 | 2–0 | 2–4 | 1–2 | 0–0 | 3–2 | 6–2 | —   | 1–1 | 2–0 | 4–2 | 0–0 | 2–1 | 0–0 | 0–0 | 3–0 | 3–1 | 4–1 |
| Salamanca           | 1–3 | 3–0 | 1–1 | 2–0 | 1–1 | 4–4 | 3–2 | 0–2 | —   | 0–0 | 0–1 | 1–2 | 0–2 | 0–4 | 1–0 | 2–1 | 6–1 | 2–3 |
| Tampico             | 4–1 | 1–2 | 2–1 | 0–0 | 1–0 | 2–1 | 2–2 | 1–0 | 4–1 | —   | 2–1 | 3–2 | 1–1 | 2–0 | 2–0 | 5–0 | 2–0 | 2–0 |
| Tec. Celaya         | 4–0 | 3–1 | 1–2 | 2–1 | 2–3 | 1–5 | 4–1 | 2–2 | 1–1 | 3–2 | —   | 0–0 | 1–2 | 2–2 | 2–5 | 2–2 | 0–1 | 2–3 |
| Unión de Curtidores | 5–2 | 2–0 | 2–2 | 4–4 | 1–1 | 1–1 | 1–0 | 1–2 | 1–2 | 1–0 | 1–1 | —   | 2–1 | 2–1 | 2–1 | 2–2 | 0–0 | 1–3 |
| UAEM                | 5–0 | 0–2 | 1–1 | 0–1 | 1–0 | 0–0 | 0–0 | 1–1 | 1–2 | 0–0 | 1–2 | 2–2 | —   | 3–1 | 0–0 | 1–2 | 0–0 | 1–0 |
| Tigres UANL         | 4–0 | 0–1 | 1–0 | 2–1 | 0–0 | 1–1 | 4–0 | 0–0 | 2–0 | 1–1 | 0–1 | 4–2 | 4–0 | —   | 1–1 | 3–2 | 1–0 | 2–0 |
| U. de Guadalajara   | 5–1 | 2–1 | 2–2 | 0–1 | 1–2 | 1–0 | 5–1 | 2–2 | 1–1 | 0–1 | 1–1 | 3–3 | 2–1 | 1–2 | —   | 4–0 | 5–2 | 0–0 |
| U. de Nayarit       | 1–0 | 0–1 | 1–2 | 1–2 | 1–0 | 0–0 | 4–1 | 4–1 | 1–1 | 1–1 | 1–2 | 1–2 | 0–0 | 0–0 | 0–2 | —   | 2–3 | 4–2 |
| Ciudad Victoria     | 2–1 | 0–0 | 1–1 | 1–1 | 0–1 | 3–2 | 1–2 | 2–2 | 1–1 | 1–2 | 2–0 | 1–1 | 1–1 | 2–1 | 2–2 | 1–2 | —   | 0–0 |
| Zamora              | 1–4 | 3–2 | 2–1 | 2–1 | 1–0 | 3–2 | 2–1 | 2–0 | 4–4 | 1–0 | 1–1 | 3–3 | 2–2 | 1–5 | 0–1 | 1–2 | 2–2 | —   |

## Liguilla por el título
|  | Semifinales                                            | Semifinales                                            | Semifinales                                            | Semifinales                                            |   |          | Final                                                | Final                                                | Final                                                | Final                                                |  |
|  | 24 de junio de 1973 (ida) 28 de junio de 1973 (vuelta) | 24 de junio de 1973 (ida) 28 de junio de 1973 (vuelta) | 24 de junio de 1973 (ida) 28 de junio de 1973 (vuelta) | 24 de junio de 1973 (ida) 28 de junio de 1973 (vuelta) |   |          | 1 de julio de 1973 (ida) 5 de julio de 1973 (vuelta) | 1 de julio de 1973 (ida) 5 de julio de 1973 (vuelta) | 1 de julio de 1973 (ida) 5 de julio de 1973 (vuelta) | 1 de julio de 1973 (ida) 5 de julio de 1973 (vuelta) |  |
|  |                                                        |                                                        |                                                        |                                                        |   |          |                                                      |                                                      |                                                      |                                                      |  |
|  |                                                        |                                                        |                                                        |                                                        |   |          |                                                      |                                                      |                                                      |                                                      |  |
|  | Irapuato                                               | 2                                                      | 1                                                      | 3                                                      |   |          |                                                      |                                                      |                                                      |                                                      |  |
|  | Irapuato                                               | 2                                                      | 1                                                      | 3                                                      |   |          |                                                      |                                                      |                                                      |                                                      |  |
|  | Tigres UANL                                            | 1                                                      | 0                                                      | 1                                                      |   |          |                                                      |                                                      |                                                      |                                                      |  |
|  | Tigres UANL                                            | 1                                                      | 0                                                      | 1                                                      |   | Irapuato | 0                                                    | 0                                                    | 0                                                    |                                                      |  |
|  |                                                        |                                                        |                                                        |                                                        |   | Irapuato | 0                                                    | 0                                                    | 0                                                    |                                                      |  |
|  |                                                        |                                                        | Ciudad Madero                                          | 0                                                      | 2 | 2        |                                                      |                                                      |                                                      |                                                      |  |
|  | Ciudad Madero (t. s.)                                  | 1                                                      | Ciudad Madero                                          | 0                                                      | 2 | 2        | 3                                                    | 4                                                    |                                                      |                                                      |  |
|  | Ciudad Madero (t. s.)                                  | 1                                                      |                                                        |                                                        |   |          | 3                                                    | 4                                                    |                                                      |                                                      |  |
|  | Querétaro                                              | 2                                                      | 1                                                      | 3                                                      |   |          |                                                      |                                                      |                                                      |                                                      |  |
|  | Querétaro                                              | 2                                                      | 1                                                      | 3                                                      |   |          |                                                      |                                                      |                                                      |                                                      |  |
|  |                                                        |                                                        |                                                        |                                                        |   |          |                                                      |                                                      |                                                      |                                                      |  |

### Semifinales

#### Tigres U.A.N.L. vs Irapuato
| 24 de junio de 1973 | Tigres U.A.N.L. | 1-2' | Irapuato | Estadio Universitario, San Nicolás de los Garza |  |

| 28 de junio de 1973                               | Irapuato | 1-0' | Tigres U.A.N.L. | Estadio Irapuato, Irapuato |  |
| Irapuato avanza a la gran final, 3-1 en el global |          |      |                 |                            |  |

#### Ciudad Madero vs Querétaro
| 24 de junio de 1973 | Querétaro | 2-1' | Ciudad Madero | Municipal de Querétaro, Santiago de Querétaro |  |

| 28 de junio de 1973                                    | Ciudad Madero | 3-1 (t.e.)' | Querétaro | Estadio Tamaulipas, Ciudad Madero |  |
| Ciudad Madero avanza a la gran final, 4-3 en el global |               |             |           |                                   |  |

### Final

#### Irapuato vs Ciudad Madero
| 1 de julio de 1973 | Ciudad Madero | 0-0' | Irapuato | Estadio Tamaulipas, Ciudad Madero |  |

| 5 de julio de 1973                                    | Irapuato | 0-2' | Ciudad Madero | Estadio Irapuato, Irapuato |  |
| Ciudad Madero campeón de la Segunda División 1972-73. |          |      |               |                            |  |

|                                    |
| Ciudad Madero Campeón 2.do título. |

## Promoción Segunda - Tercera División

### Orizaba vs Nuevo Necaxa
| 24 de junio de 1973 | Nuevo Necaxa | 1-0' | Orizaba | Estadio 14 de Diciembre, Nuevo Necaxa |  |

| 28 de junio de 1973                                                                           | Orizaba | 3-4' | Nuevo Necaxa | Estadio Socum, Orizaba |  |
| Nuevo Necaxa asciende a la Segunda División y Orizaba desciende a tercera. Global ORI 3-5 NNE |         |      |              |                        |  |

### Tecnológico de Celaya vs Universidad de San Luis
| 24 de junio de 1973 | Universidad de San Luis | 3-3' | Tecnológico de Celaya | Estadio Plan de San Luis, San Luis Potosí |  |

| 28 de junio de 1973 | Tecnológico de Celaya | 2-2 (3-4 pen.)' | Universidad de San Luis | Estadio Miguel Alemán Valdés, Celaya |  |
| Universidad de San Luis asciende a la Segunda División y Tecnológico de Celaya desciende a tercera. Global TEC 5-5 USL (3-4 penales). |                       |                 |                         |                                      |  |